# تشارلز جاي لورينغ جونيور
تشارلز جاي لورينغ جونيور (بالإنجليزية: Charles J. Loring, Jr.)‏ هو ضابط وطيار أمريكي، ولد في 2 أكتوبر 1918 في بورتلاند في الولايات المتحدة، 
- Department of Veterans Affairs (jdt) (5 يونيو 2022). "#VeteranOfTheDay U.S. Army Air Forces Veteran Charles J. Loring Jr". VA News. اطلع عليه بتاريخ 2025-04-10.وتوفي في 22 نوفمبر 1952 في Kimhwa County [الإنجليزية]‏ في كوريا الشمالية بسبب قتل في المعركة.[2][3][4]